# Флор'ян Сотока
Флор'ян Сотока (фр. Florian Sotoca, 25 жовтня 1990, Нарбонн) — французький футболіст, нападник клубу «Ланс».

## Ігрова кар'єра
Вихованець футбольного клубу «Нарбонн» у складі якого і дебютував у 2012 році. Згодом Флор'ян ще по сезону послідовно відіграв за команди «Мартіг», «Безьє» та «Монпельє».
Влітку 2016 року Флор'ян приєднався до клубу «Гренобль» кольори якого захищав три сезони.
9 липня 2019 року Сотока приєднався до команди Ліги 2 «Ланс». 13 грудня 2021 року він продовжив контракт, за умовами якого нападник залишався в клубі до червня 2024 року. 7 серпня 2022 року Сотока став автором хет-трику у переможному матчі 3–2 проти «Бресту».
24 січня 2023 року підписав новий контракт з клубом до 2026 року.

## Статистика
Станом на 30 червня 2023
| Клуб   | Сезон   | Ліга     | Ліга  | Ліга | Національний кубок | Національний кубок | Кубок ліги | Кубок ліги | Разом | Разом |
| Клуб   | Сезон   | Дивізіон | Матчі | Голи | Матчі              | Голи               | Матчі      | Голи       | Матчі | Голи  |
| ------ | ------- | -------- | ----- | ---- | ------------------ | ------------------ | ---------- | ---------- | ----- | ----- |
| «Ланс» | 2019–20 | Ліга 2   | 26    | 8    | 2                  | 0                  | 2          | 1          | 30    | 9     |
| «Ланс» | 2020–21 | Ліга 1   | 33    | 8    | 2                  | 0                  | —          | —          | 35    | 8     |
| «Ланс» | 2021–22 | Ліга 1   | 35    | 6    | 3                  | 0                  | —          | —          | 38    | 6     |
| «Ланс» | 2022–23 | Ліга 1   | 38    | 7    | 4                  | 1                  | —          | —          | 42    | 8     |
| Разом  | Разом   | Разом    | 132   | 29   | 11                 | 1                  | 2          | 1          | 145   | 31    |